# Михеенков, Сергей Егорович
Серге́й Его́рович Михе́енков (род. 22 ноября 1955) — советский и российский писатель-прозаик, журналист, историк.

## Биография
Родился 22 ноября 1955 года в деревне Воронцово, Калужская область.
Окончил Закрутовскую восьмилетнюю и Мокровскую среднюю школы. Служил в Советской Армии на Чукотке. Работал механизатором (до армии), учителем в сельской школе (1975—1977), журналистом (1977—1987). В 1985—1987 редактор районной газеты «Рассвет», потом — научный сотрудник Тарусского краеведческого музея.
В 1995—2005 годах помощник депутата Государственной Думы РФ П. Т. Бурдукова.
Окончил филологический факультет Калужского государственного педагогического института им. К. Э. Циолковского. Затем Высшие литературный курсы при Союзе писателей СССР (семинар Эрнста Сафонова).
Публикуется в журналах «Москва», «Наш современник», «Юность», «Молодая гвардия», «Нёман», «Родина», еженедельниках «Литературная газета», «Литературная Россия», других периодических изданиях.
Автор серии романов о подольских курсантах — «Дорога в ад и обратно» — выходящих в издательствах ЭКСМО и с 2009 года — «Вече»: «Примкнуть штыки!», «Танец бабочки-королёк», «Прорыв начать на рассвете», «Русский диверсант», «Пуля калибра 7,92», «Днепр — солдатская река», «Пустые стремена», «Чёрный туман» и других. Издал в московских издательствах серию документальных книг о Московской битве: «Кто остановил Гудериана?», «Сражение за Варшавское шоссе», «Тайна Безымянной высоты» и других.
Занимается устной историей, краеведческими исследованиями, военной историей. Биограф маршалов Советского Союза Г. К. Жукова. И. С. Конева, К. К. Рокоссовского и великой русской певицы Лидии Руслановой. Исследователь истории гибели западной группировки 33-й армии Западного фронта в окружении весной 1942 года в районе Вязьмы, (командующий генерал-лейтенант М. Г. Ефремов, застрелился во время выхода из окружения). Написал об этих событиях несколько книг.
В серии «Жизнь замечательных людей» (издательство «Молодая гвардия») издал биографию «Десантника № 1» генерала Василия Филипповича Маргелова. Об этой книге военный журналист газеты «Комсомольская правда» в номере за 27.12.2018 г. написал, что книга Сергея Михеенкова — это даже не столько биография легендарного командующего ВДВ, превратившего крылатую пехоту в элиту Вооруженных сил. Именно к нему пришло понимание того, что десантникам нужны хорошая, мобильная, защищенная от огня противника бронетехника, подвижные средства, которые должны сбрасываться с самолётов, и где можно хранить и всегда иметь под рукой дополнительный боекомплект, запас продовольствия и медикаментов, эта книга — «боевая история великой страны в лицах, запахах и судьбах. От Польши до Афганистана. История, которую ковал и Василий Филиппович — мечом, умом и крепким витиеватым матерком».
Сергей Михеенков — автор сценария документально-художественного телевизионного фильма «Последний бой командарма» по мотивам одноименной повести. Автор путеводителя по Тарусе, который выдержал пять изданий. Сотрудничает с крупнейшими издательствами страны: ЭКСМО, «Вече», «Центрполиграф», «Молодая гвардия». В качестве эксперта и военного историка часто выступает на различных центральных каналах российского телевидения.
Живёт в городе Тарусе.

## Награды и премии
- Всесоюзная литературная премия им. Н. Островского (1986),
- Всероссийская литературная премия «Сталинград» (2010),
- Литературная премия им. А. С. Хомякова,
- Литературная премия им. Братьев Киреевских «Отчий дом»,
- Всероссийская литературная премия «Прохоровское поле» (2013).
- Литературная премия им. Леонида Леонова (2013).
- Серебряная статуэтка на Международном литературном форуме «Золотой витязь» за роман-биографию «Конев. Солдатский маршал» (2014.),
- Международная литературная премия имени Валентина Пикуля (2016)[1][2].
- Медаль Министерства обороны Российской Федерации «За отличие в поисковом движении» III степени. (2014).
- Почётный гражданин Тарусского района (2015).
- Медаль «Василий Шукшин» Союза писателей России и журнала «Бийский Вестник». (2017) — «За выдающийся вклад в развитие русской литературы».
- Всероссийская историко-литературная премия «Александр Невский» (2017) — «За вклад в отечественную культуру, возрождение и сохранение духовных и исторических ценностей». В номинации «Ратоборцы» — за книгу «РОКОССОВСКИЙ. КЛИНОК И ЖЕЗЛ» — М.: «Молодая гвардия», 2017 (ЖЗЛ).
- Национальная литературная премия «Лучшие книги и издательства — 2017», в номинации «История», за книги «Конев» (2013), «Жуков» (2015), «Рокоссовский» (2017) — (Молодая гвардия, ЖЗЛ)